# MGM-13 Mace
CGM/MGM-13 «Мэйс» (англ. Mace — булава) — американская тактическая дозвуковая крылатая ракета, использовавшаяся с 1959 по 1971 год ВВС США. Разработана для замены MGM-1 Matador.

## История
Разработка ракеты началась в 1954, как модифицированной версии MGM-1 Matador увеличенной дальности и с более тяжёлым термоядерным зарядом. Изначально, ракета обозначалась как TM-61B «Matador B», но затем ввиду возросшего числа отличий от базовой модели, получила новое, независимое обозначение TM-76 «Mace». В 1962 году, при смене системы обозначений, ракета получила стандартное обозначение MGM-13 (для мобильного варианта).
Первый полет прототипа YTM-61B состоялся в 1956 году. Серийное производство началось два года спустя, в 1958 году, и в 1959 первая часть, вооружённая ракетами MGM-13 «Mace» заступила на боевое дежурство. К 1962 году все части, ранее вооруженные ракетами MGM-1 Matador были перевооружены на «Mace».

## Конструкция
Конструктивно, ракета MGM-13A представляла собой удлиненный MGM-1 Matador с повышенной до 1300 км дальностью полета. Вооружена она была 1-мегатонной термоядерной боевой частью W-28.
Основным отличием от MGM-1 Matador была система управления ATRAN (англ. Automatic Terrain Recognition And Navigation), представлявшая собой раннюю версию навигации по радиолокационной карте местности. В отличие от радиокомандного управления, система ATRAN была не подвержена помехам и обеспечивала приемлемую точность движения ракеты на всей длине траектории. Недостатком системы была необходимость в точной радиолокационной карте местности, над которой предполагался полет.
Используя систему ATRAN ракета могла пролететь до 540 миль на высоте в 750 футов (около 300 метров), что делало её малоуязвимой для средств ПВО того времени.
В 1964 году была разработана версия ракеты увеличенной дальности MGM-13B, имевшей большие размеры и использовавшей вместо системы ATRAN инерциальную систему контроля. Дальность полета ракеты на большой высоте возросла почти до 2400 км. Исчезла зависимость от радиолокационной карты местности, но полет на малой высоте стал также невозможен.
Ракета транспортировалась в полностью собранном виде (исключая устанавливающийся перед запуском твердотопливный ускоритель) на мобильной пусковой установке-трейлере. Крылья при транспортировке складывались.

## Развертывание
Ракеты MGM-13A развертывались в войсках с 1959 года, в 1964 в дополнение к ним на вооружение поступила модификация MGM-13B. Ракеты развертывались 38-м тактическим ракетным крылом в ФРГ и 58-м тактическим ракетным крылом в Республике Корея. Позже, в 1962 году 58-е тактическое ракетное крыло было расформировано и его функции переданы 498-й тактической ракетной группе на Окинаве. Всего в Европе было развернуто около 200 ракет «Mace» и около 60 на Дальнем Востоке. Основными целями ракет должны были стать стратегические объекты в Восточной Европе, а также на территории Северной Кореи и КНР.
Развертывание ракет MGM-13B началось в 1964 году. Имея инерциальную систему наведения, ракета в отличие от версии MGM-13A не могла запускаться с мобильных позиций и базировалась в заглубленных укрытиях. Ракеты MGM-13A и MGM-13B взаимно дополняли друг друга на вооружении. Первые могли летать на сравнительно малой высоте и легче преодолевать ПВО, вторые имели большую дальность действия, и не нуждались в заранее составленной подробной радиолокационной карте.
К 1969 году ракеты начали сниматься с вооружения в пользу Першинг-1А. В 1971 году последняя ракета была снята с вооружения. Списаные ракеты MGM-13A активно использовались как учебные цели для тренировки операторов ПВО, так как по характеристикам были сходны с военными самолетами.